# لغة الإشارة الأمريكية

صورة تمثل الأحرف الأولى لكلمة (American Sign Language).

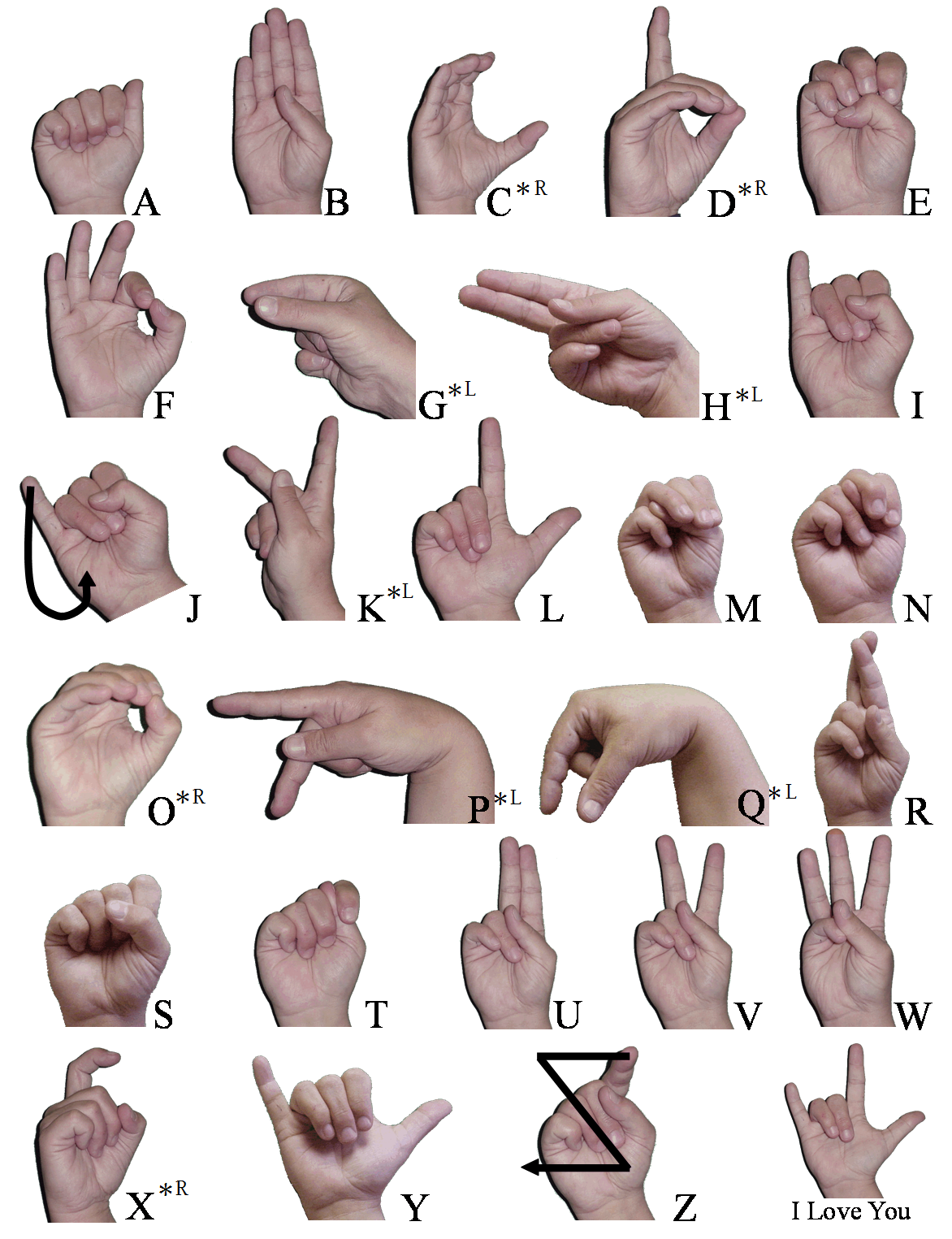
الأحرف الأبجدية الإنجليزية بلغة الإشارة الأمريكية.

لغة الإشارة الأمريكية (بالإنجليزية:American Sign Language) (ASL) هي لغة طبيعية تعمل كلغة إشارة سائدة لمجتمعات الصم في الولايات المتحدة ومعظم كندا الناطقة باللغة الإنجليزية. ولغة الإشارة الأمريكية هي لغة بصرية كاملة ومنظمة يعبر عنها عن طريق استخدام كل من الميزات اليدوية وغير اليدوية. فإلى جانب أمريكا الشمالية تُستخدم لهجات لغة الإشارة الأمريكية والكريول المستندة إلى لغة الإشارة الأمريكية في العديد من البلدان حول العالم بما في ذلك معظم غرب إفريقيا وأجزاء من جنوب شرق آسيا. كما تُعلّم لغة الإشارة الأمريكية على نطاق واسع كلغة ثانية وتعمل كلغة مشتركة. وترتبط لغة الإشارة الأمريكية ارتباطًا وثيقًا بلغة الإشارة الفرنسية (لسف). وقد اقترح أن لغة الإشارة الأمريكية هي لغة كريولية من لغة الإشارة الفرنسية مع أن لغة الإشارة الأمريكية تُظهر ميزات غير نمطية للغات الكريول مثل علم الصرف التراصي.
نشأت لغة الإشارة الأمريكية (أسل) في أوائل القرن التاسع عشر في المدرسة الأمريكية للصم (آسد) في هارتفورد بكونيتيكت وانطلاقًا من حالة التواصل اللغوي. ومنذ ذلك الحين انتشر استخدامها على نطاق واسع بواسطة مدارس الصم ومنظمات مجتمع الصم. ومع انتشارها الواسع لم يُحصَ عدد مستخدميها بدقة. حيث تتراوح التقديرات الموثوقة لمستخدمي لغة الإشارة الأمريكية بين 250,000 و500,000 شخص بمن فيهم عدد من أطفال الصم البالغين (كودا) وغيرهم من الأفراد ذوي السمع السليم.
تحتوي الإشارات في لغة الإشارة الأمريكية على عدد من المكونات الصوتية مثل حركة الوجه والجذع واليدين. ولا تُعتبر لغة الإشارة الأمريكية شكلاً من أشكال التمثيل الإيمائي مع أن الرمزية تلعب دورًا أكبر في لغة الإشارة الأمريكية مقارنةً باللغات المنطوقة. وغالبًا ما تُستعار الكلمات الإنجليزية المُستعارة بناء على تهجئة الأصابع مع أن قواعد لغة الإشارة الأمريكية لا علاقة لها بقواعد اللغة الإنجليزية. وتتميز لغة الإشارة الأمريكية بتوافق لفظي وعلامات جانبية ولديها نظام فعال لتشكيل المصنفات التراكمية. كما يعتقد العديد من اللغويين أن لغة الإشارة الأمريكية هي لغة فاعل-فعل-مفعول به. ومع ذلك يوجد العديد من المقترحات الأخرى لتفسير ترتيب الكلمات في لغة الإشارة الأمريكية.

## تصنيف
ظهرت لغة الإشارة الأمريكية كلغة في المدرسة الأمريكية للصم (آسد) التي أسسها توماس جالوديت في عام 1817:7 والتي جمعت بين لغة الإشارة الفرنسية القديمة ولغات الإشارة القروية المختلفة وأنظمة الإشارة المنزلية. وقد نشأت لغة الإشارة الأمريكية في تلك الحالة نتيجة للاتصال اللغوي.:11 كما تتأثر لغة الإشارة الأمريكية بلغات أسلافها إلا أنها متميزة لغويًا.:7

إن تأثير لغة الإشارة الفرنسية (لسف) على لغة الإشارة الأمريكية واضح تمامًا، على سبيل المثال وجد أن حوالي 58% من الإشارات في لغة الإشارة الأمريكية الحديثة تشبه إشارات لغة الإشارة الفرنسية القديمة.:7:14ومع ذلك فإن هذا أقل بكثير من المقياس القياسي البالغ 80% المستخدم لتحديد ما إذا كانت اللغات ذات الصلة هي لهجات بالفعل.:14ويشير ذلك إلى أن لغة الإشارة الأمريكية الناشئة تأثرت بشدة بأنظمة الإشارة الأخرى التي جلبها طلاب اضطراب طيف التوحد مع أن المدير الأصلي للمدرسة لوران كليرك كان يدرس بلغة الإشارة الأمريكية.:7:14وفي الواقع أفاد كليرك أنه كان يتعلم في كثير من الأحيان إشارات الطلاب بدلاً من نقل لغة الإشارة الأمريكية::14
أرى -وأقولها بأسف- أن أي جهود بذلناها أو نبذلها لنكون أفضل قد تخلفنا عن غير قصد عن مستوى آبي دو ليبيه. فبعضنا تعلم ولا يزال الإشارات من تلاميذ غير متعلمين بدلًا من أن يتعلمها من معلمين ذوي خبرة وتأهيل جيدين.— كليرك، 1852 من وودوارد 1978:336
وقد اقترح أن لغة الإشارة الأمريكية هي لغة كريولية حيث أن لغة الإشارة هي اللغة العليا ولغات الإشارة في القرية الأصلية هي لغات ركيزة.:493 ومع ذلك فقد أظهرت الأبحاث الأحدث أن لغة الإشارة الأمريكية الحديثة لا تشترك في العديد من السمات البنيوية التي تميز لغات الكريول.:501 فربما بدأت لغة الإشارة الأمريكية كلغة كريولية ثم خضعت لتغيير هيكلي بمرور الوقت ولكن من المحتمل أيضًا أنها لم تكن لغة من نوع الكريول أبدًا.:501 وتوجد أسباب خاصة بالوسيلة تجعل لغات الإشارة تميل إلى الالتصاق مثل القدرة على نقل المعلومات في وقت واحد عبر الوجه والرأس والجذع وأجزاء أخرى من الجسم. كما قد يتغلب هذا على خصائص الكريول مثل الميل إلى عزل علم الصرف.:502 وبالإضافة إلى ذلك ربما استخدم كليرك وتوماس هوبكنز جالوديت شكلًا مصطنعًا من اللغة المشفرة يدويًا في التعليم بدلاً من لغة الإشارة الحقيقية.:497
مع أن الولايات المتحدة والمملكة المتحدة وأستراليا تشترك في اللغة الإنجليزية كلغة شفوية ومكتوبة مشتركة إلا أن لغة الإشارة الأمريكية ليست مفهومة بطريقة متبادلة مع لغة الإشارة البريطانية (بسل) أو لغة الإشارة الأسترالية (أوسلان).:68 حيث تظهر اللغات الثلاث درجات من الاقتراض من اللغة الإنجليزية ولكن هذا وحده لا يكفي لفهم اللغات المختلفة.:68 لقد وجد أن نسبة عالية نسبيًا (37-44%) من إشارات لغة الإشارة الأمريكية لها ترجمات مماثلة في لغة الإشارة الأسترالية وهو ما يشير بالنسبة للغات المنطوقة إلى أنها تنتمي إلى نفس عائلة اللغة.:69ومع ذلك لا يبدو هذا مبررًا تاريخيًا للغة الإشارة الأمريكية ولغة الإشارة الأسترالية ومن المرجح أن التشابه ناتج عن الدرجة الأعلى من الرمزية في لغات الإشارة بوجه عام بالإضافة إلى الاتصال باللغة الإنجليزية.:70
تزداد شعبية لغة الإشارة الأمريكية في العديد من الولايات. حيث يرغب العديد من طلاب المدارس الثانوية والجامعات في دراستها كلغة أجنبية ولكن حتى وقت قريب لم تكن تُعتبر عادةً مادة اختيارية محترمة في اللغات الأجنبية. ومع ذلك يتمتع مستخدمو لغة الإشارة الأمريكية بثقافة مميزة للغاية ويتفاعلون بأسلوب مختلف تمامًا عند التحدث. كما تعكس تعابير وجوههم وحركات أيديهم ما يتواصلون به. كما أن لديهم بنية جمل خاصة بهم مما يميز هذه اللغة.
أصبحت لغة الإشارة الأمريكية الآن مقبولة من العديد من الكليات كلغة مؤهلة للحصول على رصيد دورات اللغة الأجنبية، وتجعل العديد من الولايات قبولها على هذا النحو إلزاميًا. ومع ذلك في بعض الولايات ينطبق هذا فقط فيما يتعلق بالدورات الدراسية في المدرسة الثانوية.

## تاريخ اللغة
نشأت لغة الإشارة الأمريكية في أوائل القرن التاسع عشر الميلادي في المدرسة الأمريكية للصم (بالإنجليزية:American School for the Deaf) في هارتفورد، كونيتيكت حيث كانت هي لغة الإشارة للتواصل بين الأفراد.

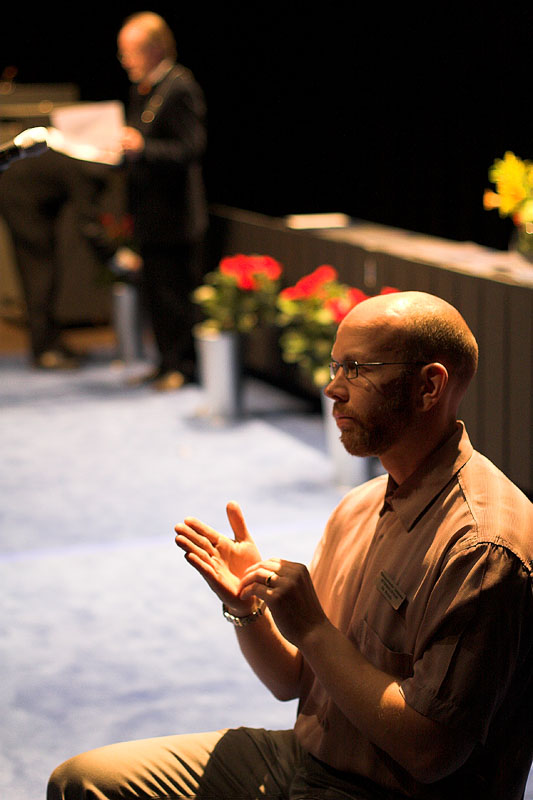
مترجم لغة الإشارة في عرض تقديمي

قبل ظهور لغة الإشارة الأمريكية كانت لغة الإشارة مستخدمة ضمن مجتمعات مختلفة في الولايات المتحدة.:5 ففي الولايات المتحدة كما هو الحال في أماكن أخرى من العالم استخدمت الأسر التي لديها أطفال صم لغة الإشارة المنزلية بصفة تاريخية والتي غالبًا ما تصل إلى مستويات أعلى بكثير من التطور مقارنة بالإيماءات التي يستخدمها الأشخاص الذين يسمعون في المحادثة المنطوقة.:5 وفي وقت مبكر من عام 1541 عند الاتصال الأول مع فرانسيسكو فاسكيز دي كورونادو كانت توجد تقارير تفيد بأن الشعوب الأصلية في السهول الكبرى تحدثوا على نطاق واسع لغة الإشارة للتواصل عبر خطوط وطنية ولغوية واسعة النطاق.:80
في القرن التاسع عشر تطور "مثلث" من لغات الإشارة القروية في نيو إنجلاند: واحدة في مارثا فينيارد بماساتشوستس وواحدة في هينيكر بنيو هامبشاير وواحدة في ساندي ريفر فالي بماين. حيث كانت لغة إشارة مارثا فينيارد (مفسل) والتي كانت مهمة بوجه خاص لتاريخ لغة الإشارة الأمريكية مستخدمة بدرجة أساسية في تشيلمارك بماساتشوستس.:5–6 وبسبب الزواج المختلط في المجتمع الأصلي للمستوطنين الإنجليز في تسعينيات القرن السابع عشر والطبيعة المتنحية للصمم الوراثي كان معدل الصمم الوراثي في تشيلمارك مرتفعًا بنسبة 4%.:5–6 استخدم مفسل حتى السكان الذين يسمعون عندما كان شخص أصم موجود:5–6وأيضًا في بعض المواقف حيث تكون اللغة المنطوقة غير فعالة أو غير مناسبة مثل أثناء الخطب الكنسية أو بين القوارب في البحر.
يُعتقد أن لغة الإشارة الأمريكية نشأت في المدرسة الأمريكية للصم (آسد) التي تأسست في هارتفورد بكونيتيكت في عام 1817.:4 وعُرفت في الأصل باسم الملجأ الأمريكي في هارتفورد لتعليم وإرشاد الصم والبكم وقد أسس المدرسة خريج جامعة ييل وطالب اللاهوت توماس هوبكنز جالوديت. إن جالوديت مستوحياً من نجاحه في إظهار قدرات التعلم لدى فتاة صماء صغيرة تدعى أليس كوجسويل سافر إلى أوروبا من أجل تعلم أصول تدريس الصم من المؤسسات الأوروبية. وفي النهاية اختار جالوديت تبني أساليب المعهد الوطني الفرنسي للشباب الصماء في باريس وأقنع لوران كليرك مساعد مؤسس المدرسة تشارلز ميشيل دي ليبيه بمرافقته إلى الولايات المتحدة. ثم وعند عودته أسس جالوديت آسد في 15 أبريل 1817.
كانت أكبر مجموعة من الطلاب خلال العقود السبعة الأولى من المدرسة من مارثا فينيارد وقد أحضروا معهم مفسل.:10 وكان يوجد أيضًا 44 طالبًا من حول هينيكر بنيو هامبشاير و27 من وادي نهر ساندي في ولاية ماين وكان لكل منهم لغة إشارة خاصة بالقرية.:11 وقد أحضر طلاب آخرون معرفة بلغة إشارة منازلهم.:11 وكان لوران كليرك -أول معلم في مدرسة الصم- يدرّس باستخدام لغة الإشارة الفرنسية (لسف) والتي تطورت بدورها في المدرسة الباريسية للصم التي تأسست عام 1755.:7ومن هذا الوضع من الاتصال اللغوي ظهرت لغة جديدة تُعرف الآن باسم لغة الإشارة الأمريكية.:7

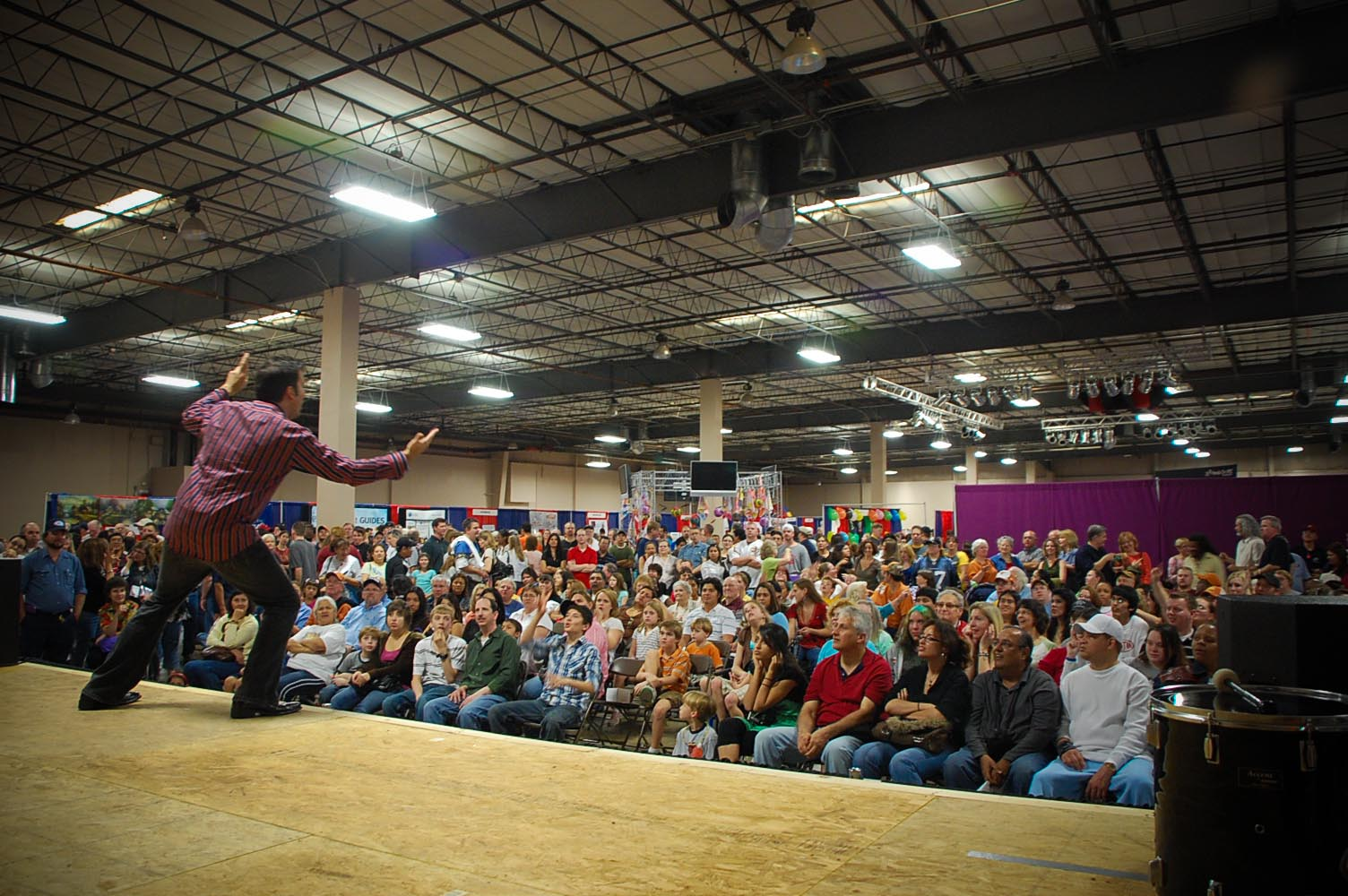
مؤتمر لغة الإشارة الأمريكية في مارس 2008 في أوستن بتكساس

أسس المزيد من المدارس للصم بعد اضطراب طيف التوحد وانتشرت معرفة لغة الإشارة الأمريكية في تلك المدارس.:7 بالإضافة إلى ذلك أدى ظهور منظمات مجتمع الصم إلى تعزيز الاستخدام المستمر للغة الإشارة الأمريكية.:8 عقدت جمعيات مثل الجمعية الوطنية للصم والجمعية الوطنية الأخوية للصم مؤتمرات وطنية اجتذبت الموقعين من جميع أنحاء البلاد.:13كل ذلك ساهم في الاستخدام الواسع للغة الإشارة الأمريكية على مساحة جغرافية كبيرة وهو أمر غير معتاد بالنسبة للغة الإشارة.:14:12
في حين أن الشفوية وهي نهج لتعليم الطلاب الصم يركز على اللغة المنطوقة كانت تُستخدم سابقًا في المدارس الأمريكية إلا أن مؤتمر ميلانو جعلها مهيمنة وحظر فعليًا استخدام لغات الإشارة في المدارس في الولايات المتحدة وأوروبا. ومع ذلك فإن جهود المدافعين عن حقوق الصم والمعلمين والتطبيق الأكثر تساهلاً لأمر المؤتمر واستخدام لغة الإشارة الأمريكية في التعليم الديني والتبشير ضمنت استخدامًا وتوثيقًا أكبر مقارنةً بلغات الإشارة الأوروبية وإن كانت أكثر تأثرًا بالكلمات المستعارة المكتوبة بالأصابع والتعبيرات الاصطلاحية المستعارة من اللغة الإنجليزية حيث كان الطلاب يتعرضون لضغوط مجتمعية لتحقيق الطلاقة في اللغة المنطوقة. ومع ذلك ظلت الشفوية هي الأسلوب السائد في تعليم الصم حتى خمسينيات القرن العشرين. لم يعتبر اللغويون لغة الإشارة "لغة" حقيقية بل شيئًا أدنى. أعترف ويليام ستوكو بشرعية لغة الإشارة الأمريكية وهو عالم لغوي وصل إلى جامعة جالوديت في عام 1955 عندما كان هذا لا يزال الافتراض السائد. وبمساعدة حركة الحقوق المدنية في الستينيات دافع ستوكو عن اليدوية واستخدام لغة الإشارة في تعليم الصم. ثم لاحظ ستوكو أن لغة الإشارة تشترك في الميزات المهمة التي تتمتع بها اللغات المنطوقة كوسيلة للتواصل حتى أنه ابتكر نظام نسخ للغة الإشارة الأمريكية. وبذلك أحدث ستوكو ثورة في كل من تعليم الصم وعلم اللغة. أما في الستينيات فقد كان يُشار إلى لغة الإشارة الأمريكية أحيانًا باسم "أميسلان"، ولكن هذا المصطلح يُعتبر الآن قديمًا.

## السكان
إن إحصاء عدد مستخدمي لغة الإشارة الأمريكية أمر صعب لأن مستخدمي لغة الإشارة الأمريكية لم يحصهم التعداد السكاني الأمريكي.:1 المصدر النهائي للتقديرات الحالية لعدد مستخدمي لغة الإشارة الأمريكية في الولايات المتحدة هو تقرير التعداد الوطني للسكان الصم (أن سي دي بيه) الذي أجراه شين وديلك (1974).:17 واستنادًا إلى مسح أجراه المركز الوطني لتنمية اللغة عام 1972 قدم شين وديلك تقديرات متسقة مع عدد سكان لغة الإشارة يتراوح بين 250 ألفًا و500 ألف.:26ولم يميز المسح بين لغة الإشارة الأمريكية وأشكال الإشارة الأخرى، وفي الواقع لم يكن اسم "لغة الإشارة الأمريكية" مستخدمًا على نطاق واسع بعد.:18
في بعض الأحيان يستشهد بأرقام غير صحيحة لعدد مستخدمي لغة الإشارة الأمريكية في الولايات المتحدة بناءً على سوء فهم للإحصائيات المعروفة.:20 فلقد خلط بين التركيبة السكانية لفئة الصم وتلك الخاصة باستخدام لغة الإشارة الأمريكية نظرًا لأن البالغين الذين يصابون بالصمم في وقت متأخر من حياتهم نادرًا ما يستخدمون لغة الإشارة الأمريكية في المنزل.:21وهذا يشمل التقديرات المذكورة حاليًا والتي يزيد عددها عن 500 ألف، ويمكن أن تصل هذه التقديرات الخاطئة إلى 15 مليونًا.:1, 21 وقد استشهد بحد أدنى يبلغ 100000 شخص لمستخدمي لغة الإشارة الأمريكية -المصدر غير واضح لهذا الرقم- ولكن قد يكون تقديرًا للصمم قبل النطق باللغة والذي يرتبط بالإشارة ولكنه لا يعادلها.:22
في بعض الأحيان يُشار إلى لغة الإشارة الأمريكية بطريقة غير صحيحة على أنها اللغة الثالثة أو الرابعة الأكثر تحدثًا في الولايات المتحدة.:15, 22 تقتبس هذه الأرقام بوجه خاطئ ما قاله شين وديلك (1974) اللذين خلصا في الواقع إلى أن المتحدثين بلغة الإشارة الأمريكية يشكلون ثالث أكبر فئة سكانية "تحتاج إلى مترجم في المحكمة".:15, 22 مع أن هذا من شأنه أن يجعل لغة الإشارة الأمريكية ثالث أكثر اللغات استخدامًا بين أحاديي اللغة بخلاف الإنجليزية إلا أنه لا يعني أنها رابع أكثر اللغات تحدثًا في الولايات المتحدة نظرًا لأن المتحدثين بلغات أخرى قد يتحدثون الإنجليزية أيضًا.:21–22

## التوزيع الجغرافي
تُستخدم لغة الإشارة الأمريكية في جميع أنحاء الأنجلو أمريكان.:12وهذا يتناقض مع أوروبا حيث تستخدم مجموعة متنوعة من لغات الإشارة داخل القارة نفسها.:12 إذ يبدو أن الوضع الفريد للغة الإشارة الأمريكية قد نشأ عن انتشار لغة الإشارة الأمريكية عن طريق المدارس المتأثرة بالمدرسة الأمريكية للصم والتي نشأت فيها لغة الإشارة الأمريكية وظهور المنظمات المجتمعية للصم.:12–14
في جميع أنحاء غرب أفريقيا يستخدم البالغين الصم المتعلمين لغات الإشارة المعتمدة على لغة الإشارة الأمريكية.:410 غالبًا ما تعتبر الجمعيات مثل هذه اللغات التي تستوردها المدارس الداخلية لغات الإشارة الرسمية لبلدانها وتسميها وفقًا لذلك مثل لغة الإشارة النيجيرية ولغة الإشارة الغانية.:410 كما توجد مثل هذه الأنظمة التوقيعية في بنين وبوركينا فاسو وساحل العاج وغانا وليبيريا وموريتانيا ومالي ونيجيريا وتوغو.:406 فبسبب نقص البيانات لا يزال السؤال مفتوحًا حول مدى تشابه لغات الإشارة هذه مع تنوع لغة الإشارة الأمريكية المستخدمة في أمريكا.:411
بالإضافة إلى بلدان غرب إفريقيا المذكورة أعلاه أفادت التقارير أن لغة الإشارة الأمريكية تُستخدم كلغة أولى في باربادوس وبوليفيا وكمبوديا (إلى جانب لغة الإشارة الكمبودية) وجمهورية إفريقيا الوسطى وتشاد والصين (هونج كونج) وجمهورية الكونغو الديمقراطية والجابون وجامايكا وكينيا ومدغشقر والفلبين وسنغافورة وزيمبابوي. كما تُستخدم لغة الإشارة الأمريكية كلغة مشتركة في جميع أنحاء عالم الصم وتُعلّم على نطاق واسع كلغة ثانية.

## التباين الإقليمي

### إنتاج الإشارة
غالبًا ما يختلف إنتاج الإشارة باختلاف الموقع. ويميل مستخدمي الإشارات من الجنوب إلى استخدام الإشارة بسلاسة وسهولة أكبر. وقد وُجد أن مُستخدمي الإشارات الأصليين من نيويورك أسرع وأكثر دقة في استخدام الإشارات. كما وُجد أن إنتاج الإشارات من مُستخدمي الإشارات الأصليين من كاليفورنيا أسرع. فغالبًا ما تخلص الأبحاث حول هذه الظاهرة إلى أن سرعة إنتاج اإشارات من مُستخدمي اإشارة من السواحل قد تُعزى إلى طبيعة الحياة السريعة في المناطق الحضرية الكبيرة. كما يدعم هذا الاستنتاج كيف أن سهولة استخدام سكان الجنوب للإشارة قد تكون ناجمة عن بيئة الجنوب الهادئة مقارنةً ببيئة السواحل.
يمكن أن يختلف إنتاج الإشارة أيضًا حسب العمر واللغة الأم. على سبيل المثال قد يختلف إنتاج الحروف لدى مستخدمي الإشارة الأكبر سنًا. ويمكن أن تكون الاختلافات الطفيفة في إنتاج تهجئة الأصابع إشارة إلى العمر. بالإضافة إلى ذلك يختلف مستخدمو الإشارة الذين تعلموا لغة الإشارة الأمريكية كلغة ثانية في الإنتاج. بالنسبة لمستخدمي الإشارة الصم الذين تعلموا لغة إشارة مختلفة قبل تعلم لغة الإشارة الأمريكية وقد تظهر صفات لغتهم الأم في إنتاجهم بلغة الإشارة الأمريكية. وتتضمن بعض الأمثلة على هذا الإنتاج المتنوع تهجئة الأصابع باتجاه الجسم بدلاً من الابتعاد عنه والإشارة بحركة معينة من الأسفل إلى الأعلى بدلاً من الأعلى إلى الأسفل. كما أن الأشخاص الذين يسمعون والذين يتعلمون لغة الإشارة الأمريكية لديهم اختلافات ملحوظة في إنتاج الإشارة. إن أبرز اختلاف في الإنتاج لدى الأشخاص الذين يسمعون والذين يتعلمون لغة الإشارة الأمريكية هو إيقاعهم ووضعية ذراعهم.

### متغيرات الإشارة
الأكثر شيوعًا توجد أشكال مختلفة من إشارات الكلمات الإنجليزية مثل "عيد ميلاد" و"بيتزا" و"هالوين" و"مبكرًا" و"قريبًا" وهذه مجرد عينة من أكثر الإشارات شيوعًا مع اختلافات تستند إلى التغير الإقليمي. حيث تختلف إشارة "المدرسة" بصفة شائعة بين مستخدمي الإشارة من السود والبيض، وتُسمى أحيانًا الأشكال التي يستخدمها مستخدمو الإشارة من السود بلغة الإشارة الأمريكية السوداء. كما يوجد اختلاف اجتماعي بين أشكال الاستشهاد والأشكال التي يستخدمها الرجال المثليون الصم لكلمات مثل "ألم" و"احتجاج".

### التاريخ والآثار
يُمكن أن يُفسر انتشار مدارس الصم السكنية جزءًا كبيرًا من التباين الإقليمي في الإشارات وإنتاجها في جميع أنحاء الولايات المتحدة. وغالبًا ما تخدم مدارس الصم طلاب الولاية التي تقع فيها المدرسة. وقد أدى ذلك إلى محدودية الوصول إلى مُستخدمي الإشارات من مناطق أخرى بالإضافة إلى جودة السكن في مدارس الصم إلى تعزيز استخدام مُحدد لبعض مُتغيرات الإشارة. كما لم يكن لدى مُستخدمي الإشارات الأصليين إمكانية وصول كبيرة إلى مُستخدمي الإشارات من مناطق أخرى خلال السنوات الأولى من تعليمهم. ويُفترض أنه بسبب هذه العزلة سادت بعض مُتغيرات الإشارة على غيرها بسبب اختيار الطالب/مُستخدمي الإشارات في المجتمع للمتغير الذي يستخدمه.
مع ذلك لا يبدو أن لغة الإشارة الأمريكية متنوعة بدرجة كبير مقارنةً بلغات الإشارة الأخرى. ويرجع ذلك إلى أنه مع بداية تعليم الصم في الولايات المتحدة توافد العديد من المعلمين على المدرسة الأمريكية للصم في هارتفورد كونيتيكت حيث يتيح موقعها المركزي للجيل الأول من معلمي تعليم الصم لتعلم لغة الإشارة الأمريكية أن تكون لغة الإشارة الأمريكية أكثر توحيدًا من نظيرتها.

## أصناف
توجد أنواع مختلفة من لغة الإشارة الأمريكية في جميع أنحاء العالم. ولا توجد صعوبة كبيرة في فهم أنواع الولايات المتحدة وكندا.
كما توجد لهجات في الكلام توجد لهجات إقليمية في لغة الإشارة. ويتحدث سكان الجنوب لغة الإشارة أبطأ من سكان الشمال حتى أن سكان شمال وجنوب إنديانا لديهم أساليب مختلفة.— Walker، Lou Ann (1987). فقدان الكلمات: قصة الصمم في عائلة. New York: HarperPerennial. ص. 31. ISBN:978-0-06-091425-7.
إن الفهم المتبادل بين هذه الأنواع من لغة الإشارة الأمريكية مرتفع والاختلاف معجمي في المقام الأول. فعلى سبيل المثال هناك ثلاث كلمات مختلفة للغة الإنجليزية حول في لغة الإشارة الأمريكية الكندية، والطريقة القياسية واختلافان إقليميان (الأطلسي وأونتاريو). قد يكون الاختلاف أيضًا صوتيًا مما يعني أنه قد يشار إلى نفس العلامة بطريقة مختلفة اعتمادًا على المنطقة. وعلى سبيل المثال يوجد نوع شائع للغاية من الاختلاف بين أشكال اليد /1/ و/L/ و/5/ في العلامات ذات شكل اليد الواحد.
توجد أيضًا مجموعة متنوعة مميزة من لغة الإشارة الأمريكية التي يستخدمها مجتمع الصم السود. وقد تطورت لغة الإشارة الأمريكية السوداء نتيجة للمدارس المنفصلة عنصريًا في بعض الولايات والتي تضمنت المدارس الداخلية للصم.:4 وتختلف لغة الإشارة الأمريكية السوداء عن لغة الإشارة الأمريكية القياسية في المفردات وعلم الأصوات وبعض البنية النحوية. :4 في حين يُنظر إلى اللغة الإنجليزية الأمريكية الأفريقية (آآإ) بوجه عام على أنها أكثر ابتكارًا من اللغة الإنجليزية القياسية فإن لغة الإشارة الأمريكية السوداء أكثر تحفظًا من لغة الإشارة الأمريكية القياسية حيث تحافظ على الأشكال القديمة للعديد من العلامات.:4 ويستخدم متحدثو لغة الإشارة السود إشارات باليدين أكثر من لغة الإشارة الأمريكية السائدة ومن غير المرجح أن يظهروا انخفاضًا استيعابيًا للإشارات المنتجة على الجبهة (على سبيل المثال KNOW) ويستخدمون مساحة إشارة أوسع.:4 تستعير لغة الإشارة الأمريكية الحديثة عددًا من التعبيرات الاصطلاحية من لغة الإشارة الأمريكية (آآإ) على سبيل المثال دمجت عبارة "أشعر بك" في لغة الإشارة الأمريكية (آآإ).:10
تُستخدم لغة الإشارة الأمريكية دوليًا كلغة مشتركة ويُستخدم عدد من لغات الإشارة ذات الصلة الوثيقة المشتقة منها في العديد من البلدان المختلفة. ومع ذلك كانت هناك درجات متفاوتة من التباعد عن لغة الإشارة الأمريكية القياسية في أصناف لغة الإشارة الأمريكية المستوردة. ويُقال إن لغة الإشارة البوليفية هي لهجة من لغة الإشارة الأمريكية وليست أكثر تباعدًا من اللهجات الأخرى المعترف بها. من ناحية أخرى من المعروف أيضًا أن بعض أصناف لغة الإشارة الأمريكية المستوردة قد تباعدت إلى حد كونها لغات منفصلة. فعلى سبيل المثال لم تعد لغة الإشارة الماليزية التي لها أصول من لغة الإشارة الأمريكية مفهومة بطريقة متبادلة مع لغة الإشارة الأمريكية ويجب اعتبارها لغة مستقلة. بالنسبة لبعض أصناف لغة الإشارة الأمريكية المستوردة مثل تلك المستخدمة في غرب إفريقيا لا يزال السؤال مفتوحًا حول مدى تشابهها مع لغة الإشارة الأمريكية الأمريكية.:411
عند التواصل مع المتحدثين باللغة الإنجليزية السليمة يستخدم متحدثو لغة الإشارة الأمريكية غالبًا ما يسمى عادةً بـلغة الإشارة البيجنية الإنجليزية (ب س إ) أو "إشارة الاتصال" وهو مزيج من البنية الإنجليزية مع مفردات لغة الإشارة الأمريكية. كما توجد أنواع مختلفة من ب س إ تتراوح من ب س إ المتأثرة بشدة باللغة الإنجليزية (الإنجليزية المعاد تفسيرها عمليًا) إلى ب س إ القريبة جدًا من لغة الإشارة الأمريكية معجميًا ونحويًا ولكنها قد تغير بعض السمات الدقيقة لقواعد لغة الإشارة الأمريكية. قد يستخدم هجاء الأصابع بصفة أكثر تكرارًا في ب س إ مما يُستخدم عادةً في لغة الإشارة الأمريكية. توجد بعض لغات الإشارة المصطنعة والمعروفة باسم اللغة الإنجليزية المشفرة يدويًا (أم سي إي) والتي تطابق قواعد اللغة الإنجليزية تمامًا وتستبدل الكلمات المنطوقة ببساطة بالإشارات، لا تعتبر هذه الأنظمة أنواعًا من لغة الإشارة الأمريكية.
لغة الإشارة الأمريكية اللمسية (تاسل) هي نوع من لغة الإشارة الأمريكية يستخدمه الصم المكفوفون ومعهم في جميع أنحاء الولايات المتحدة. وهي شائعة بوجه خاص بين المصابين بمتلازمة آشر. وتؤدي إلى الصمم منذ الولادة متبوعًا بفقدان البصر في وقت لاحق من الحياة، وعلى هذا غالبًا ما ينشأ المصابون بمتلازمة آشر في مجتمع الصم باستخدام لغة الإشارة الأمريكية ثم ينتقلون لاحقًا إلى لغة الإشارة الأمريكية. وتختلف لغة الإشارة الأمريكية اللمسية عن لغة الإشارة الأمريكية في أن الإشارات تنتج عن طريق لمس راحة اليد وهناك بعض الاختلافات النحوية عن لغة الإشارة الأمريكية القياسية من أجل التعويض عن نقص الإشارات غير اليدوية.
تتغير لغة الإشارة الأمريكية مع مرور الوقت ومن جيل إلى جيل. فقد تغيرت إشارة الهاتف مع تغير شكل الهواتف وطريقة حملها. كما أدى تطوير الهواتف ذات الشاشات إلى تغيير لغة الإشارة الأمريكية مما شجع على استخدام الإشارات التي يمكن رؤيتها على الشاشات الصغيرة.

## الوصمة
في عام 2013 نشر البيت الأبيض ردًا على عريضة جمعت أكثر من 37 ألف توقيع للاعتراف رسميًا بلغة الإشارة الأمريكية كلغة مجتمعية ولغة تدريس في المدارس. وقد حمل الرد عنوان "لا ينبغي أن يكون هناك أي وصمة عار حول لغة الإشارة الأمريكية" وأشار إلى أن لغة الإشارة الأمريكية لغة حيوية للصم وضعاف السمع. وغالبًا ما تؤدي الوصمات المرتبطة بلغات الإشارة واستخدامها في تعليم الأطفال إلى غياب لغة الإشارة خلال فترات من حياة الأطفال يمكنهم فيها الوصول إلى اللغات بأقصى فعالية. ويدافع علماء مثل بيث إس. بينيديكت ليس فقط عن ثنائية اللغة (باستخدام لغة الإشارة الأمريكية والتدريب على اللغة الإنجليزية) بل أيضًا عن التدخل في مرحلة الطفولة المبكرة للأطفال الصم. كما ناضلت عالمة النفس إيلين بياليستوك من جامعة يورك من أجل ثنائية اللغة مجادلةً بأن ثنائيي اللغة يكتسبون مهارات معرفية قد تساعد في الوقاية من الخرف في وقت لاحق من الحياة.
معظم الأطفال الذين يولدون لوالدين أصم لكنهم يسمعون.:192 يُعرفون باسم كوداز ("أطفال البالغين الصم") وهم غالبًا ما يكونون أكثر صممًا من الناحية الثقافية من الأطفال الصم والذين يولد معظمهم لآباء يسمعون.:192 فعلى عكس العديد من الأطفال الصم يكتسب الأطفال الكودا لغة الإشارة الأمريكية بالإضافة إلى القيم والسلوكيات الثقافية للصم منذ الولادة. :192 وقد يصنف هؤلاء الأطفال الذين يتمتعون بقدرة سمعية ثنائية اللغة بصيغة خاطئة على أنهم "بطيئون في التعلم" أو أنهم يعانون من "صعوبات لغوية" بسبب مواقفهم التفضيلية تجاه اللغة المنطوقة.:195

## أنظمة الكتابة

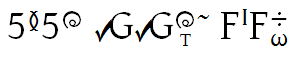
عبارة "لغة الإشارة الأمريكية" في لغة الإشارة الأمريكية مكتوبة بأسلوب ستوكو

مع عدم وجود نظام كتابة راسخ للغة الإشارة الأمريكية إلا أن تاريخ لغة الإشارة المكتوبة يعود إلى ما يقرب من قرنين من الزمان. ويبدو أن أول نظام كتابة منهجي للغة الإشارة هو نظام روش أمبرواز أوغست بيبيان الذي طُوّر عام 1825.:153ومع ذلك ظلت لغة الإشارة المكتوبة هامشية بين عامة الناس.:154في ستينيات القرن العشرين ابتكر اللغوي ويليام ستوكو نظام ستوكو خصيصًا للغة الإشارة الأمريكية. وهو نظام أبجدي مع حرف أو علامة تشكيل لكل شكل يد (مميز) واتجاه وحركة وموضع مع أنه يفتقر إلى أي تمثيل لتعبيرات الوجه وهو أنسب للكلمات الفردية منه للمقاطع الطويلة من النص. واستخدم ستوكو هذا النظام في كتابه "قاموس لغة الإشارة الأمريكية حول المبادئ اللغوية" الصادر عام 1965.

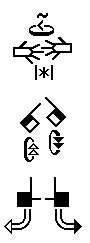
عبارة "لغة الإشارة الأمريكية" المكتوبة بلغة الإشارة الأمريكية

كتابة الإشارات التي اقترحتها فاليري ساتون في عام 1974:154 هو أول نظام كتابة يستخدم بين عامة الناس وأول نظام كتابة للغات الإشارة يضمن في معيار ينيكود. وتتكون كتابة الإشارة من أكثر من 5000 رسم بياني/رمزي مميز.:154 حاليًا يستخدم في العديد من المدارس للصم وخاصة في البرازيل وقد استخدم في منتديات الإشارة الدولية مع المتحدثين والباحثين في أكثر من 40 دولة بما في ذلك البرازيل وإثيوبيا وفرنسا وألمانيا وإيطاليا والبرتغال والمملكة العربية السعودية وسلوفينيا وتونس والولايات المتحدة. ويحتوي ساتون كتابة الإشارة على نموذج مطبوع وإلكتروني بحيث يمكن للأشخاص استخدام النظام في أي مكان تُكتب فيه اللغات المنطوقة (الرسائل الشخصية والصحف ووسائل الإعلام والبحث الأكاديمي). اقترح الفحص المنهجي للأبجدية الدولية لكتابة الإشارة (إسوا) كهيكل استخدام مكافئ للأبجدية الصوتية الدولية للغات المنطوقة. فوفقًا لبعض الباحثين فإن كتابة الإشارة ليست إملاءً صوتيًا وليس لديها خريطة فردية من الأشكال الصوتية إلى الأشكال المكتوبة.:163 وشكك في هذا الادعاء واقترح الباحثان روبرتو سيزار ريس دا كوستا ومادسون باريتو في منتدى أطروحة عُقد في 23 يونيو/حزيران 2014 عمليةً لكل دولة للنظر في إسوا وإنشاء تعيين صوتي/مورفيمي لخصائص كل لغة إشارة. فلدى مجتمع كتابة الإشارات مشروع مفتوح على مختبرات ويكيميديا لدعم مشاريع ويكيميديا المختلفة على منصة ويكيميديا إنكوبيتور وفي أماكن أخرى تتضمن كتابة الإشارات. وقد صنف طلب ويكيبيديا بلغة الإشارة الأمريكية على أنه مؤهل في عام 2008 ويحتوي اختبار ويكيبيديا بلغة الإشارة الأمريكية على 50 مقالة مكتوبة بلغة الإشارة الأمريكية باستخدام كتابة الإشارات.
نظام النسخ الأكثر استخدامًا بين الأكاديميين هو هامنوسيس الذي طوروه في جامعة هامبورغ.:155 واستنادًا إلى تدوين ستوكو وسعت هامنوسيس إلى حوالي 200 رسم بياني للسماح بنسخ أي لغة إشارة.:155 ويشار إلى السمات الصوتية عادةً برموز مفردة مع أن مجموعة السمات التي تشكل شكل اليد يشار إليها بطريقة جماعية برمز.:155
ظهر عدة مرشحين إضافيين للغة الإشارة الأمريكية المكتوبة على مر السنين بما في ذلك ساينفونت وأبجدية لغة الإشارة الأمريكية وسي5س.

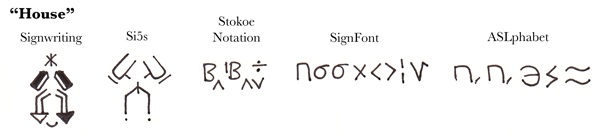
مقارنة أنظمة الكتابة بلغة الإشارة الأمريكية: سوتون ساينرايتينغ وسي5س وستوكو نوتيشن وساينفونت وآسل فابت

بالنسبة للناطقين باللغة الإنجليزية فغالبًا ما تُفسَّر لغة الإشارة الأمريكية باستخدام الكلمات الإنجليزية. وعادةً ما تُكتب هذه الشروح بأحرف كبيرة وتُرتَّب حسب ترتيب لغة الإشارة الأمريكية. على سبيل المثال تستخدم جملة "الكلب يطارد القطة" في لغة الإشارة الأمريكية كلمة "الآن" للدلالة على جانب التقدم في لغة الإشارة الأمريكية وتُظهر تصريف الفعل في لغة الإشارة الأمريكية للشخص الثالث (>IX=3). مع ذلك لا تُستخدم الشروح لكتابة اللغة للناطقين بلغة الإشارة الأمريكية.

## علم الأصوات
[+ إبهام مغلق]: 12 
[− إبهام مغلق]: 12 
تتكون كل إشارة في لغة الإشارة الأمريكية من عدد من المكونات المميزة والتي تُعرف عمومًا بالمعلمات. وقد تستخدم الإشارة يدًا واحدة أو كلتيهما. كما يمكن وصف جميع الإشارات باستخدام المعايير الخمسة المتضمنة في لغات الإشارة وهي شكل اليد والحركة واتجاه راحة اليد والموقع والعلامات غير اليدوية.:10 تمامًا كما تميز وحدات الصوت المعنى في اللغات المنطوقة فإن هذه المعلمات هي الوحدات الصوتية التي تميز المعنى في لغات الإشارة مثل لغة الإشارة الأمريكية. وقد يؤدي تغيير أي منها إلى تغيير معنى الإشارة كما هو موضح بإشارتي لغة الإشارة الأمريكية فكر وخاب أملك:
| شكل اليد | قبضة مغلقة مع تمديد إصبع السبابة |
| توجيه    | مواجهة جسد المُشير بالإشارة       |
| الموقع   | طرف الإصبع على اتصال بالجبهة     |
| الحركة   | حركة اتصال أحادية الاتجاه        |

| شكل اليد | (كما بالنسبة للتفكير)       |
| توجيه    | (كما بالنسبة للتفكير)       |
| الموقع   | طرف الإصبع على اتصال بالذقن |
| الحركة   | (كما بالنسبة للتفكير)       |

توجد أيضًا إشارات غير يدوية ذات معنى في لغة الإشارة الأمريكية:49والتي قد تشمل حركة الحاجبين والخدين والأنف والرأس والجذع والعينين.:49
اقترح ويليام ستوكوي أن مثل هذه المكونات تشبه الصوتيات في اللغات المنطوقة.:601:15 يوجد أيضًا اقتراح مفاده أنها تشبه فئات مثل المكان وطريقة النطق.:601:15 كما هو الحال في اللغات المنطوقة يمكن تقسيم هذه الوحدات الصوتية إلى سمات مميزة.:12 على سبيل المثال تميز أشكال اليدين /2/ و/3/ عن طريق وجود أو غياب السمة [± الإبهام المغلق] كما هو موضح على اليمين.:12 تحتوي لغة الإشارة الأمريكية على عمليات التماثل الصوتي والقيود الصوتية.:12,19 يوجد بحث مستمر حول ما إذا كانت لغة الإشارة الأمريكية لديها نظير للمقاطع في اللغة المنطوقة.:1

## القواعد النحوية

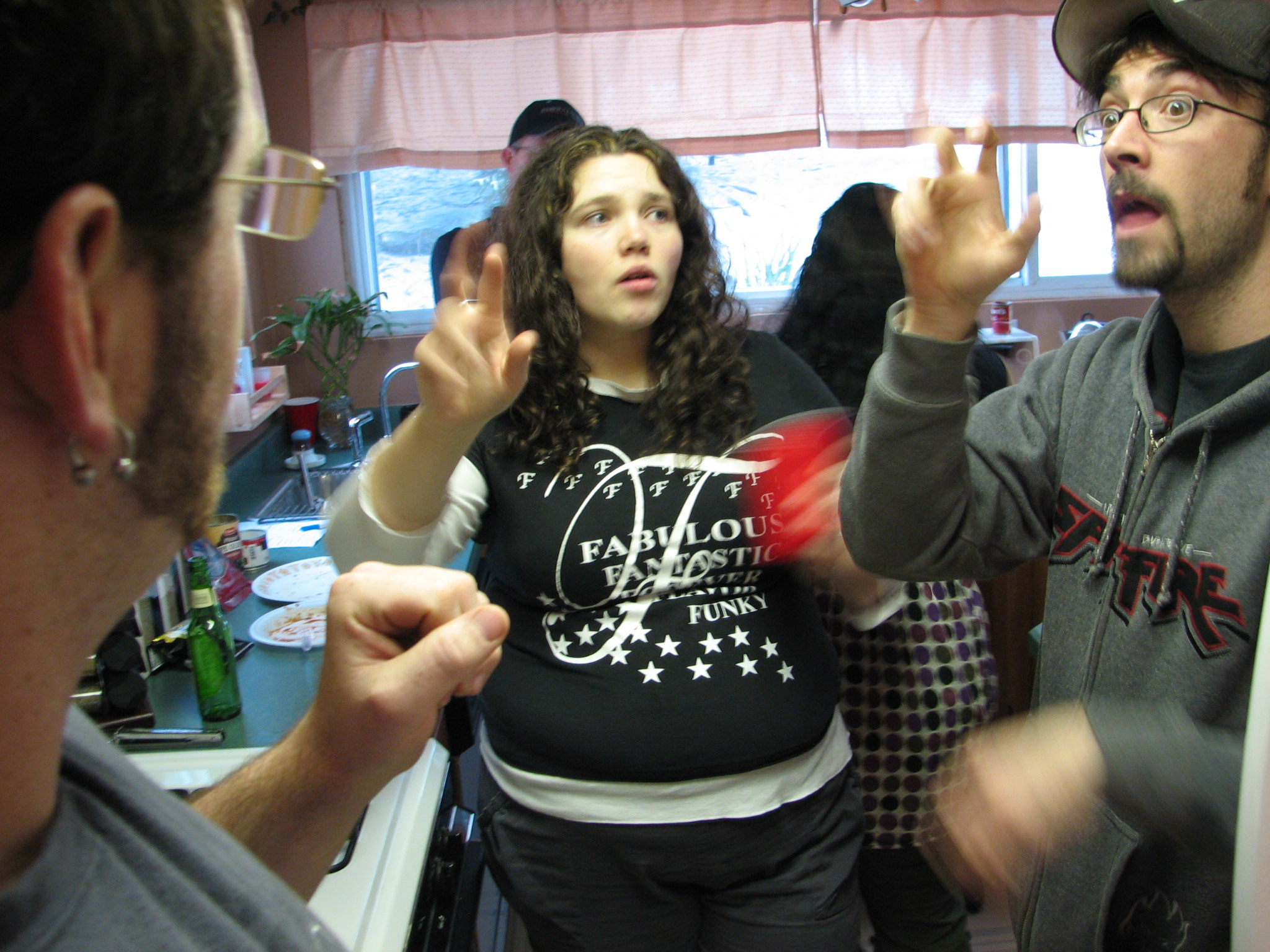
رجلان وامرأة يستخدمون لغة الإشارة

### علم التشكل
تتمتع لغة الإشارة الأمريكية بنظام غني من التصريفات اللفظية والذي يتضمن الجانب النحوي: كيفية تدفق فعل الأفعال في الوقت المناسب - وعلامات الاتفاق.:27–28 يمكن تمييز الجانب عن طريق تغيير طريقة حركة الفعل. على سبيل المثال يميز الجانب المستمر عن طريق دمج الحركة الدائرية الإيقاعية بينما يحقق الجانب الدقيق عن طريق تعديل الإشارة بحيث يكون لها وضع يد ثابت.:27–28 يمكن للأفعال أن تتفق مع كل من الفاعل والمفعول به وتميز بالعدد والمعاملة بالمثل.:28 يشار إلى المعاملة بالمثل باستخدام إشارتين بيد واحدة، على سبيل المثال إشارة شووت المصنوعة من شكل يد على شكل حرف L مع حركة داخلية للإبهام تتجه إلى شووت [متبادل] ويعبر عنها عن طريق وجود يدين على شكل حرف L "تطلقان" النار على بعضهما البعض.:29
تحتوي لغة الإشارة الأمريكية على نظام إنتاجي من المصنفات والتي تستخدم لتصنيف الأشياء وحركتها في الفضاء.:26 على سبيل المثال الأرنب الذي يركض في اتجاه منحدر سوف يستخدم مصنفًا يتكون من شكل يد مصنف على شكل حرف V مع مسار موجه نحو اتجاه منحدر، فإذا كان الأرنب يقفز ينفذ المسار بطريقة مرتدة.:26 بوجه عام تتكون المصنفات من "شكل يد المصنف" المرتبط بـ"جذر الحركة".:26 ويمثل شكل اليد المصنف الكائن ككل ويتضمن سمات مثل السطح والعمق والشكل وعادة ما يكون رمزيًا للغاية. كما يتكون جذر الحركة من مسار واتجاه وطريقة.:26
في علم اللغويات توجد طريقتان رئيسيتان لتغيير شكل الكلمة: الاشتقاق والتصريف. الاشتقاق هو إنشاء كلمات جديدة بإضافة شيء ما إلى كلمة موجودة بينما التصريف هو تغيير شكل الكلمة لنقل معلومات نحوية دون تغيير معناها أو تصنيفها الأساسي.
على سبيل المثال إضافة اللاحقة "-شيب" إلى الاسم "فريند" تُنتج الكلمة الجديدة "فريندشيب" والتي تحمل معنى مختلفًا عن معناها الأصلي. أما التصريف فيتضمن تعديل شكل الكلمة للدلالة على خصائص نحوية مثل الزمن والعدد والجنس والفاعل والحالة ودرجة المقارنة.
في لغة الإشارة الأمريكية (آسل) يُنقل التصريف بناء على تعابير الوجه وحركات الجسم وغيرها من الإشارات غير اليدوية. على سبيل المثال للإشارة إلى زمن الماضي في لغة الإشارة الأمريكية ويُمكن الإشارة إلى زمن المضارع للفعل (مثل "يمشي") ثم إضافة تعبير وجه وإمالة رأس للدلالة على أن الفعل وقع في الماضي (مثل "مشى").
وفقًا لكتاب "لغويات لغة الإشارة الأمريكية" تتألف إشارات لغة الإشارة الأمريكية من عنصرين رئيسيين: مقاطع الثبات ومقاطع الحركة. كما تتكون مقاطع الثبات من شكل اليد والموقع والاتجاه والخصائص غير اليدوية بينما تتمتع مقاطع الحركة بخصائص مماثلة.
علم الصرف هو دراسة كيفية تشكيل اللغات للكلمات باستخدام وحدات أصغر لبناء وحدات أكبر. وتُعرف أصغر وحدة ذات معنى في اللغة باسم "المورفيم" حيث يمكن لبعض المورفيمات أن تنفصل كوحدات مستقلة (مورفيمات حرة) بينما يجب أن تتحد أخرى مع مورفيمات أخرى (مورفيمات مقيدة).
على سبيل المثال الجمع "-s" وضمير الغائب "-s" في الإنجليزية هما مورفيمان مرتبطان. وفي لغة الإشارة الأمريكية يُعدّ شكل اليد الثلاثي في إشارات مثل ثري-ويكس وثري-مانثز مورفيمان مرتبطان أيضًا.
اللواحق وهي مورفيمات تُضاف إلى الكلمات لإنشاء كلمات جديدة أو تعديل معانيها كجزء من عملية الاشتقاق. على سبيل المثال في اللغة الإنجليزية تُعتبر البادئات مثل "re-" واللواحق مثل "-able" لواحق. لكن في لغة الإشارة الأمريكية يمكن استخدام اللواحق لتعديل إشارة كلمة "تشير" للإشارة إلى أنواع مختلفة من الكراسي. ومن ناحية أخرى تُضيف عملية التصريف معلومات نحوية إلى الوحدات اللغوية الموجودة.
نتيجة لدراسة الصرفيات وكيفية دمجها أو تعديلها يكتسب اللغويون فهمًا أعمق للبنية الأساسية للغة والطرق الإبداعية التي تُستخدم بها للتعبير عن المعنى. كما يُعد فهم الصرف أمر أساسي لفهم كيفية بناء اللغات وكيفية تشكيل علامات أو كلمات جديدة.
بالإضافة إلى ذلك لفهم علم الصرف تطبيقات عملية في تعلم اللغات وتدريسها. على سبيل المثال تعليم الطلاب التراكيب الصرفية الأساسية للغة يُساعدهم على فهم قواعدها وتركيبها النحوي بصيغة أفضل كما يُساعدهم على اكتساب مفردات جديدة.
باختصار يُعدّ علم الصرف جزءًا أساسيًا من اللغة ويُقدّم رؤى قيّمة حول بنية اللغات ووظائفها. وبفهم العمليات الصرفية المُشاركة في تكوين اللغة يُمكننا تعميق فهمنا لكيفية عمل اللغات وكيفية تعليمها وتعلمها بفعالية.

#### تهجئة الأصابع

الأبجدية والأرقام اليدوية الأمريكية

تحتوي لغة الإشارة الأمريكية على مجموعة من 26 علامة تُعرف بالأبجدية اليدوية الأمريكية والتي يمكن استخدامها لتهجئة الكلمات من اللغة الإنجليزية. إنها بالأحرى تمثيل للأبجدية الإنجليزية وليست أبجدية فريدة من نوعها للغة الإشارة الأمريكية مع تسميتها عادةً بـ "أبجدية لغة الإشارة الأمريكية". وهي مستعارة من لغة الإشارة الفرنسية (لسف) حيث أن الكثير من لغة الإشارة الأمريكية مشتق منها. تستخدم هذه الإشارات أشكال اليد التسعة عشر للغة الإشارة الأمريكية. على سبيل المثال تستخدم إشارات "p" و"k" نفس شكل اليد ولكن باتجاهات مختلفة. من المفاهيم الخاطئة الشائعة أن لغة الإشارة الأمريكية تتكون فقط من تهجئة الأصابع، مع استخدام هذه الطريقة (طريقة روتشستر) إلا أنها ليست لغة إشارة أمريكية.
تهجئة الأصابع هي شكل من أشكال الاقتراض وهي عملية لغوية فيها تُدمج الكلمات من لغة إلى أخرى. وفي لغة الإشارة الأمريكية تُستخدم تهجئة الأصابع للأسماء الصحيحة وللمصطلحات التقنية التي لا يوجد لها معادل أصلي في لغة الإشارة الأمريكية. توجد أيضًا بعض الكلمات الأخرى المقترضة التي تُهجى بالأصابع إما كلمات إنجليزية قصيرة جدًا أو اختصارات لكلمات إنجليزية أطول على سبيل المثال ON من كلمة 'on' الإنجليزية و APT من كلمة 'apartment' الإنجليزية. كما يمكن أيضًا استخدام تهجئة الأصابع للتأكيد على كلمة من شأنها أن تُشير عادةً بخلاف ذلك.

### بناء الجملة
لغة الإشارة الأمريكية هي لغة فاعل-فعل-مفعول به (سفو) ولكن العديد من الظواهر تؤثر على هذا الترتيب الأساسي للكلمات. توقع جمل سفو الأساسية بدون أي توقف:
الأب
الحب
الطفل
"الأب يحب الطفل."
ومع ذلك قد تحدث ترتيبات أخرى للكلمات أيضًا نظرًا لأن لغة الإشارة الأمريكية تسمح بنقل موضوع الجملة إلى موضعها الأولي وهي ظاهرة تُعرف بالتحديد الموضوعي. في جمل المفعول به والفاعل والفعل (أُسف) يحدد الموضوع الموضوعي مع وضع علامة إمالة الرأس للأمام وتوقف مؤقت:
موضوع الطفل
الأب
الحب
"الأب يحب الطفل."
بالإضافة إلى ذلك يمكن الحصول على ترتيب الكلمات عن طريق ظاهرة نسخ الموضوع حيث يتكرر الموضوع في نهاية الجملة مصحوبًا بإيماءة الرأس للتوضيح أو التأكيد:
الأب
الحب
الطفل
نسخة الأب
"الأب يحب الطفل."
تسمح لغة الإشارة الأمريكية أيضًا بجمل الفاعل الفارغة التي يكون فاعلها ضمنيًا بدلًا من ذكره صراحةً. ويمكن نسخ الفاعل حتى في جملة فاعل فارغة ثم يُحذف الفاعل من موضعه الأصلي مما يُنتج بنية فعل-مفعول به-فاعل (فوس):
الحب
الطفل
نسخة الأب
"الأب يحب الطفل."
يمكن أن يؤدي الترتيب الموضوعي المصحوب بموضوع فارغ ونسخة موضوع إلى إنتاج ترتيب آخر للكلمات وهو المفعول به - الفعل - الفاعل (أُفس).
موضوع الطفل
الحب
نسخة الأب
"الأب يحب الطفل."
تتيح هذه الخصائص للغة الإشارة الأمريكية (آسل) تنوعًا في ترتيب الكلمات مما يدفع الكثيرين إلى التساؤل عن الترتيب الحقيقي والأساسي. توجد العديد من المقترحات الأخرى التي تحاول تفسير مرونة ترتيب الكلمات في لغة الإشارة الأمريكية. وأحد هذه المقترحات هو أن أفضل وصف للغات مثل لغة الإشارة الأمريكية هو نتيجة لبنية الموضوع والتعليق حيث تُرتب كلماتها حسب أهميتها في الجملة وليس حسب خصائصها النحوية. وفرضية أخرى مفادها أن لغة الإشارة الأمريكية تتميز بترتيب كلمات حر حيث لا يُرمَّز بناء الجملة بترتيب الكلمات بل يمكن ترميزه بوسائل أخرى مثل إيماءات الرأس وحركة الحاجبين ووضعية الجسم.

## أيقونية
المفاهيم الخاطئة الشائعة هي أن العلامات تشرح نفسها بأسلوب أيقوني وأنها تقليد شفاف لما تعنيه أو حتى أنها تمثيلية صامتة. في الواقع لا تشبه العديد من الإشارات مرجعها لأنها كانت في الأصل رموزًا عشوائية أو حُجبت أيقونتها بمرور الوقت. ومع ذلك تلعب الأيقونية دورًا مهمًا في لغة الإشارة الأمريكية حيث تشبه نسبة كبيرة من الإشارات مرجعياتها بطريقة ما. كما قد يكون ذلك لأن وسيلة الإشارة وهي الفضاء ثلاثي الأبعاد تسمح بوجه طبيعي بمزيد من الأيقونية من اللغة المنطوقة.
في عصر اللغوي المؤثر فرديناند دي سوسير كان من المفترض أن يكون التطابق بين الشكل والمعنى في اللغة تعسفيًا تمامًا. ومع أن المحاكاة الصوتية تشكل استثناءً واضحًا ونظرًا لأن كلمات مثل "تشو-تشوو" تحمل تشابهًا واضحًا مع الأصوات التي تحاكيها فقد كان النهج السوسيري هو التعامل معها كاستثناءات هامشية. حيث تتحدى لغة الإشارة الأمريكية بمخزونها الكبير من العلامات الأيقونية هذه النظرية بصفة مباشرة.
أظهرت الأبحاث المتعلقة باكتساب الضمائر في لغة الإشارة الأمريكية أن الأطفال لا يستفيدون دائمًا من الخصائص الرمزية للإشارات عند تفسير معانيها. وقد وُجد أنه عندما يكتسب الأطفال الضمير "أنت" فغالبًا ما يُخلط بين رمزية النقطة (الموجهة للطفل) حيث تُعامل على أنها اسم. وهذه نتيجة مماثلة لأبحاث اللغات الشفهية حول اكتساب الضمائر. كما وُجد أن رمزية الإشارات لا تؤثر على الذاكرة المباشرة إذ تُذكر الإشارات الأقل رمزية بنفس كفاءة الإشارات ذات الرمزية العالية.

## طريقة تمثيل الحروف
يمكنك مطالعة المقالة الخاصة بالأبجدية الأمريكية اليدوية

## روابط خارجية
- الموقع الرسمي للغة الإشارة الأمريكية.

- موقع مفردات لغة الإشارة الأمريكية المتاحة
- منتدى مناقشة لغة الإشارة الأمريكية
- مصدر شامل للغة الإشارة الأمريكية وقاموس الفيديو
- المعهد الوطني للصمم قسم لغة الإشارة الأمريكية
- معلومات عن لغة الإشارة الأمريكية للجمعية الوطنية للصم
- لغة الإشارة الأمريكية
- مشروع أبحاث لغويات لغة الإشارة الأمريكية
- قاموس فيديو للغة الإشارة الأمريكية
- قاموس لغة الإشارة الأمريكية

## الملاحظات
1. ↑  على وجه الخصوص أدخل الطلاب لغة الإشارة في مارثا فينيارد ولغة إشارة هينيكر ولغة الإشارة في وادي ساندي ريفر إلى المدرسة. ويبدو أنها تأثرت بلغة الإشارة البريطانية المبكرة ولم تتضمن أي مدخلات من أنظمة الإشارة الأمريكية الأصلية. انظر Padden (2010:11) وLane, Pillard & French (2000:17) و Johnson & Schembri (2007:68).
2. ↑  كان الأب شارل ميشيل دو ليبيه مؤسس المدرسة الباريسية المعهد الوطني لشباب الصم في باريس هو أول من أقر بإمكانية استخدام لغة الإشارة لتعليم الصم. وتروي إحدى القصص الشعبية المتداولة أنه أثناء زيارة أحد أبناء الرعية التقى إيبيه بابنتين صماء تتحدثان مع بعضهما البعض باستخدام لغة الإشارة. أوضحت الأم أن ابنتيها يتلقيان تعليمًا خاصًا عن طريق الصور. ويُقال إن إيبيه استلهم من هؤلاء الأطفال الصم عندما أسس أول مؤسسة تعليمية للصم.[16]
3. ↑  بينما كان الصمم متنحيًا وراثيًا في مارثا فينيارد كان سائدًا في هينيكر. ومن ناحية يُرجَّح أن هذه الهيمنة ساهمت في تطوير لغة الإشارة في هينيكر إذ كانت العائلات أكثر ميلًا إلى امتلاك العدد الكافي من الصم اللازم لانتشار لغة الإشارة. ومن ناحية أخرى كان الصم في مارثا فينيارد أكثر ميلًا إلى وجود أقارب أكثر سمعًا مما قد يكون عزز شعورًا بالهوية المشتركة مما أدى إلى مزيد من التواصل بين المجموعات مقارنةً بهينيكر.[17]
4. ↑  مع أن بعض المسوحات ذات النطاق الأصغر تقيس استخدام لغة الإشارة الأمريكية مثل تلك التي تُسجلها إدارة التعليم في كاليفورنيا في المنزل عند التحاق الأطفال بالمدرسة إلا أن استخدام لغة الإشارة الأمريكية بين عامة السكان الأمريكيين لم يُقاس بوجه مباشر. انظر Mitchell et al. (2006:1).
5. ↑  أطلق عليها ستوكوي نفسه اسم شيريم لكن لغويين آخرين أشاروا إليها باسم فونيمات. انظر Bahan (1996:11).

## الفهرس
- Armstrong، David؛ Karchmer، Michael (2002)، "William C. Stokoe and the Study of Signed Languages"، في Armstrong، David؛ Karchmer، Michael؛ Van Cleve، John (المحررون)، The Study of Signed Languages، Gallaudet University، ص. xi–xix، ISBN:978-1-56368-123-3، مؤرشف من الأصل في 2023-04-30، اطلع عليه بتاريخ 2012-11-25
- Bahan، Benjamin (1996). Non-Manual Realization of Agreement in American Sign Language (PDF). Boston University. مؤرشف (PDF) من الأصل في 2017-10-11. اطلع عليه بتاريخ 2012-11-25.
- Bailey، Carol؛ Dolby، Kathy (2002). The Canadian dictionary of ASL. Edmonton, AB: The University of Alberta Press. ISBN:978-0888643001.
- Bishop، Michele؛ Hicks، Sherry (2005). "Orange Eyes: Bimodal Bilingualism in Hearing Adults from Deaf Families". Sign Language Studies. ج. 5 ع. 2: 188–230. DOI:10.1353/sls.2005.0001. S2CID:143557815.
- Collins، Steven (2004). Adverbial Morphemes in Tactile American Sign Language. Union Institute & University.
- Costello، Elaine (2008). American Sign Language Dictionary. Random House. ISBN:978-0375426162. اطلع عليه بتاريخ 2012-11-26.
- Hurlbut، Hope (2003)، "A Preliminary Survey of the Signed Languages of Malaysia"، في Baker، Anne؛ van den Bogaerde، Beppie؛ Crasborn، Onno (المحررون)، Cross-linguistic perspectives in sign language research: selected papers from TISLR (PDF)، Hamburg: Signum Verlag، ص. 31–46، مؤرشف (PDF) من الأصل في 2022-10-09، اطلع عليه بتاريخ 2012-12-03
- Johnson، Trevor؛ Schembri، Adam (2007). Australian Sign Language (Auslan): An introduction to sign language linguistics. Cambridge University Press. ISBN:978-0521540568. مؤرشف من الأصل في 2023-03-19. اطلع عليه بتاريخ 2012-11-27.
- Kegl، Judy (2008). "The Case of Signed Languages in the Context of Pidgin and Creole Studies". في Kouwenberg، Silvia؛ Singler، John (المحررون). The Handbook of Pidgin and Creole Studies. Blackwell Publishing. ISBN:978-0521540568. مؤرشف من الأصل في 2023-03-19. اطلع عليه بتاريخ 2012-11-27.
- Klima، Edward S.؛ Bellugi، Ursula (1979). The signs of language. Boston: Harvard University Press. ISBN:978-0-674-80796-9.
- Lane، Harlan؛ Pillard، Richard؛ French، Mary (2000). "Origins of the American Deaf-World". Sign Language Studies. ج. 1 ع. 1: 17–44. DOI:10.1353/sls.2000.0003.
- Liddell، Scott (2002)، "Modality Effects and Conflicting Agendas"، في Armstrong، David؛ Karchmer، Michael؛ Van Cleve، John (المحررون)، The Study of Signed Languages، Gallaudet University، ص. xi–xix، ISBN:978-1-56368-123-3، مؤرشف من الأصل في 2023-04-30، اطلع عليه بتاريخ 2012-11-26
- Lucas، Ceil؛ Bayley، Robert؛ Valli، Clayton (2003). What's your sign for pizza?: An introduction to variation in American Sign Language. Washington, DC: Gallaudet University Press. ISBN:978-1563681448.
- Mitchell، Ross؛ Young، Travas؛ Bachleda، Bellamie؛ Karchmer، Michael (2006). "How Many People Use ASL in the United States?: Why Estimates Need Updating" (PDF). Sign Language Studies. ج. 6 ع. 3. ISSN:0302-1475. مؤرشف (PDF) من الأصل في 2022-10-09. اطلع عليه بتاريخ 2012-11-27.
- Nyst، Victoria (2010)، "Sign languages in West Africa"، في Brentari، Diane (المحرر)، Sign Languages، Cambridge University Press، ص. 405–432، ISBN:978-0-521-88370-2
- Padden، Carol (2010)، "Sign Language Geography"، في Mathur، Gaurav؛ Napoli، Donna (المحررون)، Deaf Around the World (PDF)، New York: Oxford University Press، ص. 19–37، ISBN:978-0199732531، مؤرشف من الأصل (PDF) في 2011-06-03، اطلع عليه بتاريخ 2012-11-25
- Shaw، Emily؛ Delaporte، Yves (2015). A historical and etymological dictionary of American Sign Language : the origin and evolution of more than 500 signs. Washington, DC: Gallaudet University Press. ISBN:978-1-56368-622-1. OCLC:915119757.
- Solomon، Andrea (2010). Cultural and Sociolinguistic Features of the Black Deaf Community (Honors Thesis). Carnegie Mellon University. مؤرشف من الأصل في 2012-04-03. اطلع عليه بتاريخ 2012-12-04.
- Supalla، Samuel؛ Cripps، Jody (2011). "Toward Universal Design in Reading Instruction" (PDF). Bilingual Basics. ج. 12 ع. 2. مؤرشف (PDF) من الأصل في 2022-10-09. اطلع عليه بتاريخ 2012-01-05.
- Valli، Clayton؛ Lucas، Ceil (2000). Linguistics of American Sign Language. Gallaudet University Press. ISBN:978-1-56368-097-7. مؤرشف من الأصل في 2025-02-11. اطلع عليه بتاريخ 2012-12-02.
- van der Hulst، Harry؛ Channon، Rachel (2010)، "Notation systems"، في Brentari، Diane (المحرر)، Sign Languages، Cambridge University Press، ص. 151–172، ISBN:978-0-521-88370-2